# Junya Nodake
Junya Nodake (野嶽 惇也 Nodake Junya?, Kagoshima, 11 de septiembre de 1994) es un futbolista japonés que juega como delantero en el Oita Trinita.

## Trayectoria

### Clubes
| Club                | País  | Año       |
| ------------------- | ----- | --------- |
| Kagoshima United FC | Japón | 2017-2021 |
| Oita Trinita        | Japón | 2021-     |